# São Paulo (Lisboa)
São Paulo era una freguesia portuguesa del municipio de Lisboa, distrito de Lisboa.

## Historia
Fue suprimida el 8 de noviembre de 2012, en aplicación de una resolución de la Asamblea de la República portuguesa al unirse con las freguesias de Encarnação, Mercês y  Santa Catarina, formando la nueva freguesia de Misericórdia.

## Patrimonio
- Ascensor da Bica
- Palacio Valada-Azambuja
- Palacio das Chagas
- Baños de San Pablo
- Estación de Cais do Sodré